# Roscommon (hrabstwo)
Roscommon (irl. Contae Ros Comáin) – hrabstwo w środkowej Irlandii, w prowincji Connacht.
Roscommon jest również nazwą stolicy hrabstwa. Athlone nad rzeką Shannon (które leży częściowo w Roscommon i częściowo w hrabstwie Westmeath – z sąsiedniej prowincji Leinster) uważane jest za położone najbardziej w środku Irlandii. Tulsk jest wsią położoną najbliżej mitycznego Rath Cruachán, domu królowej Medb (Maedbh, Maeve) i Morrigan, które było początkiem epickiej opowieści w irlandzkiej literaturze – Táin Bó Cúailgne, znanej z tłumaczenia Thomasa Kinselli. Roscommon ma dużo do zaoferowania dla ludzi zainteresowanych irlandzkim dziedzictwem i historią.

## Miasta i wioski hrabstwa
- Arigna, Athlone, Athleague
- Ballaghaderreen, Ballintober, Ballyfarnon, Boyle
- Castlerea
- Elphin
- Frenchpark
- Knockcroghery
- Lecarrow
- Old Town
- Roosky, Roscommon
- Strokestown
- Tulsk